# Речевые жанры
Речевой жанр — относительно устойчивый тематический, композиционный и стилистический тип высказываний или текстов.
Речевой жанр является подвидом функционального стиля речи. Он используется в соответствующей сфере и ситуации устного или письменного общения, объединяет речевые произведения (высказывания или тексты), речевые акты по целевым установкам высказывания.
Каждому речевому жанру присущи типовые методы построения речи, связанные с определенными ситуациями и предназначенные для передачи конкретного содержания.
Признаками речевого жанра являются стилистические и лексические средства языка, отбираемые в рамках соответствующего функционального стиля в соответствии с коммуникативными задачами.
К примеру, один из жанров научного стиля в сфере научного общения — жанр научного доклада, для которого характерны соответствующие жанру синтаксические конструкций, терминология, использование общенаучной лексики и т. д.; другими жанрами научного стиля являются статья, монография, реферат, обзор, и т. п. Одним из жанров разговорного стиля является семейный разговор.
С помощью системы жанров упорядочивается производимый человеком текст в любой сфере и в любой его форме, тем самым упорядочивается общение. Жанр структурирует коммуникативный процесс, создавая «разделяемые» ожидания о форме и содержании общения и таким образом облегчая производство и воспроизводство коммуникации.
Понятие «речевой жанр» было предложено М. М. Бахтиным в 1920-е гг.
Развитие теории речевых жанров было связано с распространением прагматики.
Теория речевых жанров, как развитие идеи Бахтина, стала одним из важных направлений теории дискурса и лингвистики в целом.
Она связывается с теориями речевых актов (Дж. Сёрл и др.) и с концепцией языковых игр (Л. Витгенштейн).
Речевые жанры становятся объектом новой лингвистической дисциплины — жанроведения, взаимодействующей с другими направлениями современной коммуникативно-функциональной лингвистики.
Близким к понятию речевых жанров являются понятия коммуникативных стратегий и тактик, рассматриваемых О. С. Иссерс.
Разнообразие речевых жанров чрезвычайно велико, так, В. В. Дементьев в монографии «Теория речевых жанров» выделяет около 250 жанров, указывая, что список не является исчерпывающим.

## Концепция речевых жанров М. М. Бахтина
В России начало развитию теории жанров было положено М. М. Бахтиным; он сформулировал и разработал понятие речевого жанра в 1920-е годы, но его работы большей частью были опубликованы только посмертно, и идея речевого жанра стала распространяться только в конце 1970-х годов, и до середины 80-х оставалась неизвестна для широких кругов лингвистов..
М. М. Бахтин определил речевые жанры как присущие определенной сфере использования языка «типовые модели построения речевого целого», «относительно устойчивые тематические, композиционные и стилистические типы высказывания». Высказывание же, по Бахтину, — это обладающая смысловой завершенностью единица общения, отграниченная в потоке речи с двух сторон сменой речевых субъектов. Индивидуальные реализации каждого жанра, с точки зрения Бахтина, возможны только при единстве говорящего субъекта. По Бахтину, речевой жанр — это первичная форма существования языка, возникающая в определенной ситуации общения; он писал, что речевые жанры «имеют нормативное значение, не создаются им, даны ему».
Бахтин утверждал соотнесенность каждого жанра с определенной сферой человеческой деятельности. Он выделял следующие типические элементы для речевых жанров: коммуникативная ситуация, экспрессия (выразительность), экспрессивная интонация, объем (приблизительная длина речевого целого), концепция адресата и нададресата.
Речевые жанры Бахтин делил на первичные (простые) и вторичные (сложные). Он подчеркивал крайнюю степень разнородности речевых жанров: «Функциональная разнородность делает общие черты речевых жанров слишком абстрактными и пустыми».
Речевые жанры, по Бахтину, имеют следующий генезис: первичным является замысел, он определяет тему речевого жанра и выбор жанровой формы; в результате взаимовлияния темы и формы складывается стиль и композиция; наряду с этим существует момент выражения собственных чувств автором высказывания, который также оказывает влияние на стиль и композицию.
Теория речевых жанров М. М. Бахтина легла в основу практически всех сегодняшних классификаций речевых жанров.

## Направления в теории речевых жанров
В русистике основные направления исследований и типы классификаций речевых жанров сложились в 1990-е годы. Наиболее заметные школы речеведения в теории речевых жанров — Саратовская школа (О. Б. Сиротинина и др.) и Новгородская школа (Т. В. Шмелёва и др.).
Два наиболее развитые направления в ТРЖ:
1. Прагматическое изучение РЖ (жанроведение) исходит из диалогической природы РЖ и опирается на работы М. М. Бахтина;
2. Лингвистическое изучение РЖ (генристика), которая исходит из интенций говорящего, при этом опирается на разработанную методологию и терминологию теории речевых актов. Для такого подхода характерно упрощение речевого жанра.

## Классификация речевых жанров
Классификации речевых жанров могут быть разделен на частичные (выделение групп жанров по одному или нескольким основаниям) и тотальные (попытки составить закрытые списки видов речевых жанров, через выделение таких принципов, которые должны раскрыть саму природу явления «речевой жанр»).

### По генезису
Бахтин делил речевые жанры на две основные группы:
1. Первичные (простые) — естественно сложившиеся непосредственно в практике обыденного общения;
2. Вторичные (сложные) — жанры, возникающие в условиях более сложного и относительно высокоразвитой и организованной коммуникации (например, научной, административно-правовой, религиозной); используются во всех сферах общения; вырабатываются на основе первичных, но подвергаются более сложной нормализации и стандартизации.

### По сферам деятельности
Сферы деятельности являются одним из важнейшим критерием классификации речевых жанров.
1. Научный;
2. Художественный;
3. Деловой;
4. Публицистический;
5. Разговорный

### По коммуникативной цели
По коммуникативной цели (целеустановке) иногда выделяют следующие группы жанров:
1. Оценочные — изменение самочувствие участников общения, соотнося их поступки, качества и другие манифестации с принятой в обществе шкалой ценностей;
2. Императивные — жанры, цель которых вызвать осуществление/ неосуществление событий, необходимых, желательных или, напротив, нежелательных, опасных для кого-то из участников общения;
3. Перформативные (этикетные) — осуществление особого события, поступка в социальной сфере, предусмотренного этикетом данного социума: извинения, благодарности, поздравления, соболезнования и т. д. вплоть до отречения от престола;
4. Информативные — различные операции с информацией: ее предъявление или запрос, подтверждение или опровержение.

Дополнительно могут быть выделены инвективные речевые жанры; их цель — оскорбление, связанное как с оценкой каких-то свойств адресата или третьего лица, так и с целью выключить собеседника из нормального общения.
В целом, по целеустановке жанры делятся на две большие группы: информативные (установки на сообщение информации) или фатические (удовлетворение потребности в общении как таковом).

### По жанрово-коммуникативному аспекту
Разные речевые жанры позволяют разную степень свободы в выборе и использовании языковых средств и в развертывании содержательно-смысловой стороны сообщения:
1. Тексты, которые строятся в соответствии с облигаторными информативными моделями — напр. кулинарный рецепт, инструкция;
2. Тексты, содержание которых строится по узуальным информативным моделям (моделям, носящим довольно общий характер) — напр. газетное сообщение о новостях, литературная рецензия;
3. Тексты нерегламентированные — напр. частная переписка, большинство литературных жанров.

### Классификация О. А. Казаковой
1. Гипержанры;
2. Жанры;
3. Субжанры.

### Анкета речевого жанра
В русистике наибольшее признание получила модель речевых жанров и их классификация, разработанная Т. В. Шмелёвой.
Она выдвинула концепцию «анкеты речевого жанра», как основу для модели, включающей описание прагматической ситуации и параметры ее специфического языкового воплощения.
Анкета речевого жанра Шмелевой включает набор из семи выделенных ею жанрообразующих признаков, в качестве главного признака модели рассматривается коммуникативная цель.
1. коммуникативная цель, которая дает возможность противопоставить четыре типа речевых жанров (информативные, императивные, этикетные и оценочные);
2. образ автора;
3. образ адресата;
4. образ прошлого, то есть ретроактивная направленность речевого события, характерная для ответа, отказа, согласия, опровержения;
5. образ будущего как выход на последующий эпизод общения, это приглашение, обещание, прогноз;
6. диктумное (событийное) содержание (набор актантов, их отношения, временная перспектива и оценка диктумного события);
7. формальная организация, языковое воплощение речевого жанра.